# Tiefen der Großstadt
Tiefen der Großstadt ist ein deutsches Stummfilmmelodram aus dem Jahre 1924 von Wladimir Strijewski.

## Handlung
Die Gattin des Bankiers Guy Morel hat ihren Mann und ihren Sohn Eddi verlassen und lebt nunmehr wieder unter ihrem Mädchennamen Ida Vernier. Derzeit plant sie einen großen Tatsachenroman, der den Titel „Tiefen der Großstadt“ tragen soll. Daher will sie in die schlimmsten gesellschaftlichen Abgründe der Verbrecherwelt absteigen. Ihre erste Station zur Feldforschung ist eine übel beleumundete Spelunke namens „Mausefalle“. Rasch enttarnt man sie dort und hält Ida für eine Polizeispionin, mit der man üblicherweise kurzen Prozess macht. Ida hat jedoch Glück, denn der Gentlemanverbrecher Jul stellt sich schützend vor sie und verhindert ihre Ermordung durch den Verbrecherpöbel. Unter seinem Schutz kann Ida ihr Werk, das eine glänzende Bühnenpremiere feiert, vollenden. Gelangweilt von der Premierenparty, verlässt Jul unbemerkt die Feier und kehrt zu den Seinen in die „Mausefalle“ zurück.
Guy Morel hat durch unglückliche Börsenspekulationen sein gesamtes Vermögen verloren und will sich daher umbringen. Im letzten Moment erscheint Ida und gibt ihm die verzockte Summe, da sie durch den Bucherfolg eine wohlhabende Frau geworden ist. Derweil ist Jul wieder auf seinen Verbrecherpfaden gelandet und bricht sogar in das Haus von Bankier Morel ein. Dort wird er von Idas Sohn Eddi und dessen Kindermädchen überrascht. Es kommt zum Kampf, bei dem Jul den Jungen erwürgt. Jul flieht und sucht Unterschlupf bei Ida. Als diese erfährt, dass Jul der Mörder ihres Kindes ist, schließt sie Jul in den Spiegelschrank ein und schießt durch die geschlossene Schranktür. Als die Polizei eintrifft, findet sie Jul tot in dem Schrank. – Doch dies ist lediglich das gedachte Ende von „Tiefen der Großstadt“, das dem Theaterdirektor für eine von Ida noch zu schreibende Fortsetzung vorschwebt. In Wirklichkeit hat es das blutige Finale nie gegeben, und Ida kehrt zu ihrem Sohn zurück, der seine auseinanderdriftenden Eltern wieder miteinander vereint.

## Produktionsnotizen
Tiefen der Großstadt entstand in den Orbis-Film-Studios in Grünwald bei München, passierte die Filmzensur am 26. August 1924 und wurde am 1. Oktober desselben Jahres in Berlins Marmorhaus uraufgeführt. Der mit Jugendverbot belegte Sechsakter besaß eine Länge von 2086 Meter.
Kurt Dürnhöfer entwarf die Filmbauten.

## Rezeption
Offenbar erlebte der Film bei seiner deutschen Premiere einen krachenden Reinfall. Wiens Der Tag sprach von einem „Filmskandal“ und berichtete aus Berlin: „Die ersten vier Akte wurden vom Publikum noch ziemlich ruhig angesehen, dann aber setzte ein furchtbarer Tumult ein. Es wurde auf Schlüsseln gepfiffen, mit den Füßen gestrampelt, gejohlt, geschrien und bei den tragischesten Szenen ertönte minutenlang stürmisches Gelächter“.